# 蒸汽挂烫机

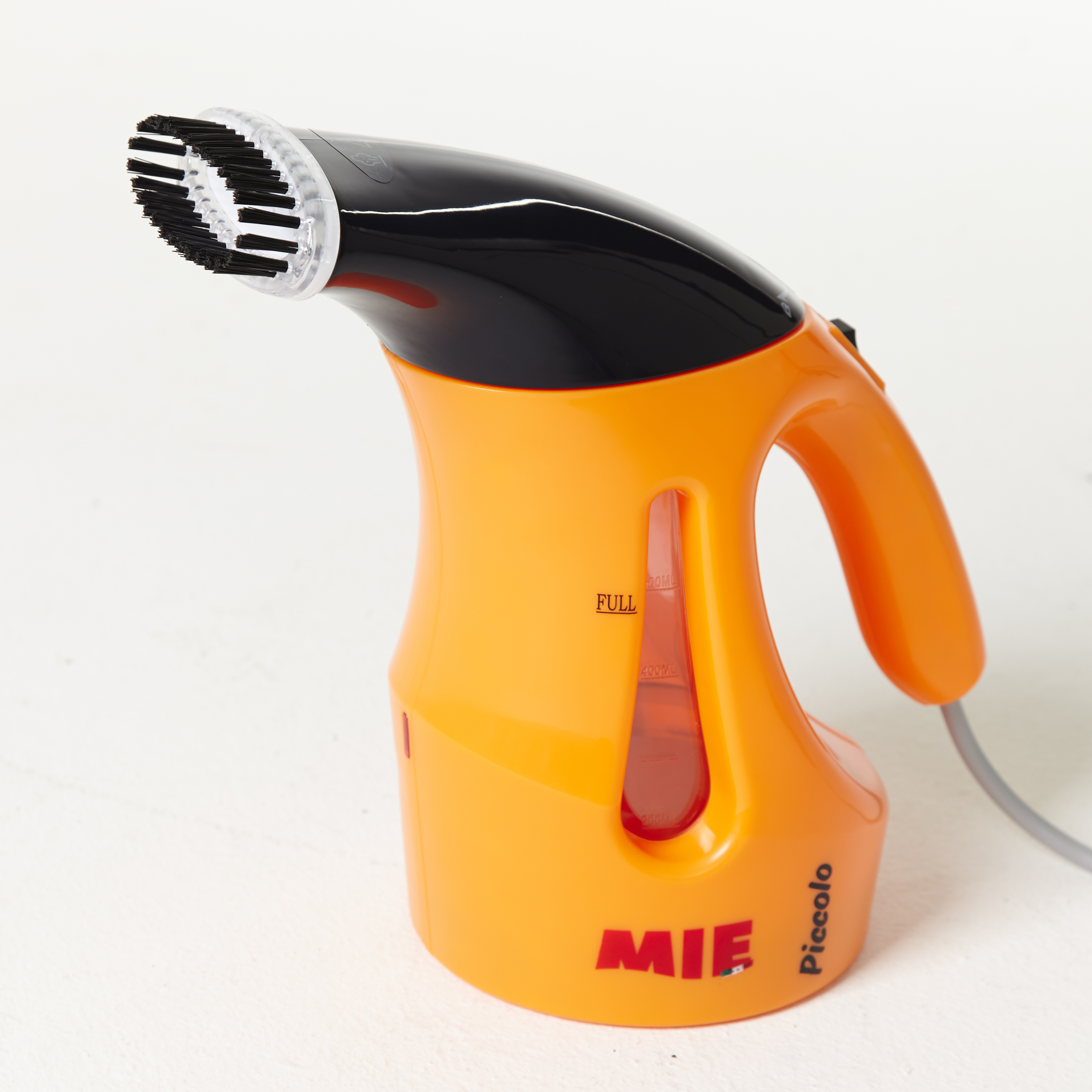
蒸汽掛燙機

蒸汽掛燙機(Clothes Steamer) 是平板熨斗的升级和替代品。可將衣服自然悬挂後，进行熨烫；在熱能、重力与高温蒸汽等作用下熨燙衣物面料。常見蒸汽掛燙機共有大、中、小三種型號。過去掛燙技術多見於洗衣店，大型掛燙機較多用於工廠。
藉由手持家用式的熨燙機所釋放出的高溫蒸氣熱能與濕氣，可對衣物進行皺紋消除、除臭與消毒等，以達到整理、撫平衣物的表面纖維。

## 使用安全
家用或個人掛燙機採取手持式，因此不需使用傳統燙衣板，但與熨斗一樣，短時間加熱所需電力高、瞬間熱量可能燒燙傷皮膚，若水箱無水易造成空燒引發危險。